# Cleome socotrana
Cleome socotrana (лат.) — травянистое растение, вид рода Клеоме (Cleome) семейства Клеомовые (Cleomaceae). Под данным таксономическим названием была описана в 1882 году британским ботаником Айзеком Бальфуром в журнале Proceedings of the Royal Society of Edinburgh.

## Ареал
Экология вида неясна. Он встречается как в зарослях на побережье, так и на каменистой горной почве на высоте 1100 м над уровнем моря. Эндемик Йемена. Известны местонахождения только на острове Сокотра.

## Охранный статус
Вид занесён в Международную Красную книгу со статусом «Виды, вызывающие наименьшие опасения» (Least concern, LC).